# め〜てるの気持ち
『め〜てるの気持ち』（め〜てるのきもち）は、奥浩哉による漫画作品。『週刊ヤングジャンプ』（集英社）にて2006年40号から2007年27号まで連載。『GANTZ』と同時並行で連載されていた。引きこもりと終盤にかけてからは義母的存在のはるかとの近親相姦的な恋もテーマになっている。

## あらすじ
15年間引きこもっている30歳の息子、慎太郎の世話をする57歳の父。父はなんとか息子に部屋から出て来て欲しいと懇願する。慎太郎は引きこもりの原因が母親の死であることを打ち明け、話の成り行きで、父に彼女が出来たら部屋から出て来るという約束をする。しかし、実は父には既に物凄く美人な彼女、吉永はるかがいた。彼女は父のことを心の底から愛している。ドア越しに二人で愛し合っていることを慎太郎に打ち明けるが、慎太郎は「どうせ会社の同僚に手伝ってもらっているだけだ」と信じない。色々あった末はるかが父にプロポーズをする。二人は新婚旅行へ。旅行中、父が不在のため雑誌が読めないと怒る息子。そして、父は帰らぬ人となってしまった。
そのはるかは、一人残された義理の息子になったかもしれなかった慎太郎に出会い、母性的に彼の心をあけ自分を好きになって今までの生活から変わろうとする慎太郎と両思いになるが、はるかの真意が少しずつ明かされていく。

## 登場人物
小泉 慎太郎（こいずみ しんたろう）
主人公。30歳。15歳のころに母親を失ったショックから不登校となり、それ以来、15年間もの間家に引きこもりの無職。中学3年まではIQの高い美少年だった。趣味は漫画とネット。何年もひきこもってるため、精神的には幼稚。不器用。しかし、義母のはるかを愛することで少しずつ変わっていく。その後、はるかが自分のもとを離れてからも、しばらく引きこもりの無職生活を続けていたが、後に働く決心をし、ラーメン屋に就職し結婚する。
吉永 はるか（よしなが はるか）
安二郎の彼女。献身的な性格をしており、安二郎を心の底から愛している。23歳。純朴ながら大胆な面もある。引きこもりの男性を救ったことがほかにもある模様。後に置き手紙と50万円の生活費の入った封筒を残して慎太郎のもとを去り、遠くから彼を見守るようになる。主人公を「慎ちゃん」と呼ぶ。
小泉 安二郎（こいずみ やすじろう）
慎太郎の父。他界した妻に代わり慎太郎の面倒を見るが、吉永はるかとの結婚の後他界。享年57。
小泉 千寿子（こいずみ ちずこ）
慎太郎の母。慎太郎が15歳の時に他界。

## 書誌情報
- 奥浩哉『め〜てるの気持ち』集英社〈ヤングジャンプコミックス〉、全3巻
  1. 2007年1月19日発売[4]、ISBN 978-4-08-877196-0
  2. 2007年4月19日発売[5]、ISBN 978-4-08-877250-9
  3. 2007年7月19日発売[6]、ISBN 978-4-08-877291-2